# 阿特拉托
阿特拉托是哥倫比亞的城鎮，位於該國西部，由喬科省負責管轄，始建於1997年5月9日，面積725平方公里，海拔高度94米，2005年人口5,295，人口密度每平方公里7.3人。

## 外部連結
- （西班牙文） Colombian geografic Institute; Creation of the Atrato municipality （页面存档备份，存于）

10°04′N 74°12′W / 10.067°N 74.200°W